# Салгирка (парк)
Парк Салги́рка (Ботанический сад им. Н. В. Багрова Таврической академии КФУ им. В. И. Вернадского, Ботанический сад Таврического национального университета, также Воронцовский парк, Воронцовка) — один из крупнейших парков Симферополя. Название происходит от имени реки Салгир, на берегах которой первоначально парк был разбит.
Площадь парка составляет около 42 га. На территории находятся архитектурные постройки XVIII—XIX веков, а также представлены несколько вековых дубов, росших когда-то по всей долине р. Салгир. Там же растёт двухсотлетний лондонский платан, посаженный П. С. Палласом. Остальная, более молодая, растительность высаживалась при реконструкциях парка в различные годы: берёза, клен, сосна крымская, ель обыкновенная, ливанский кедр и др.
Уже в Ботаническом саду были созданы дендрарии: розарий, иридарий, сирингарий, в планах — создание кониферетума.

## История

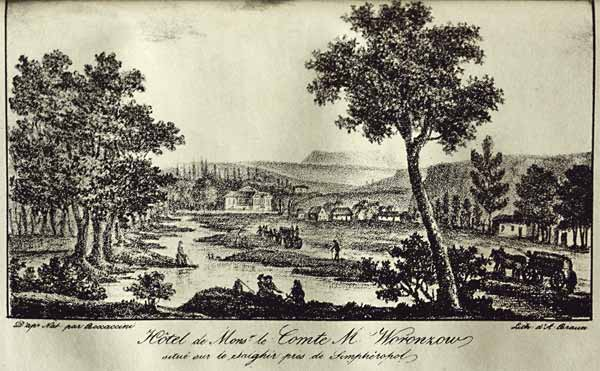
Вид на дворец графа Воронцова. Ш. А. Монтандон «Путеводитель путешественника по Крыму». Одесса, 1834. Литография по рисунку с натуры А. Фаццарди

Парк основан в 1795 году уроженцем Германии, академиком П. С. Палласом. На территории будущего парка размещались: школа садоводства, огородничества и виноградарства, Салгирская опытная помологическая станция, дендрологический питомник.
В годы Второй мировой войны на территории парка было размещено захоронение солдат оккупационных войск, умерших в госпитале, который находился здесь же на территории парка (современный филологический факультет ТНУ). После войны было снесено. Там например, были захоронены немцы, убитые в Бешуйском бою.
С 2003 года территория парка передана ТНУ для создания Ботанического сада.
В августе 2014 года, после аннексии Крыма Россией, правительство Российской Федерации включило Салгирку в новообразованный Крымский федеральный университет имени В. И. Вернадского как Ботанический сад Таврической академии КФУ им. В. И. Вернадского.

Немецкое военное кладбище, 1942 год

После смерти Николая Багрова, возглавлявшего ТНУ с 1999 по 2014 год, ректор КФУ Сергей Донич предложил присвоить парку имя Багрова. 5 мая 2015 учёный совет КФУ принял решение присвоить Ботаническому саду КФУ имя Николая Багрова.

## Достопримечательности
Существующие
- Воронцовский дом — дом оригинальной архитектуры с флигелем-столовой (в подражание бахчисарайскому Ханскому дворцу), построенные в 1823—1826 годах губернатором Д. В. Нарышкиным, по проекту архитектора князя М. С. Воронцова Ф. Эльсона.
- Памятник на месте дома Стевена — примерно до 1970-х годов на этом месте стоял одноэтажный дом, принадлежавший X. X. Стевену. Здание было разрушено в 1977 году[7].
- Могила Г. Ф. Морозова — могила одного из основоположников российского лесоводства Г. Ф. Морозова.
- Усадьба П. С. Палласа — жилой дом в стиле русского классицизма, построенный в 1797 году.

Перенесенные
- Памятник Преподавателям и студентам, погибшим в Великой Отечественной войне, 1981, скульптор В. Гордеев (теперь находится во внутреннем дворике ТНУ).

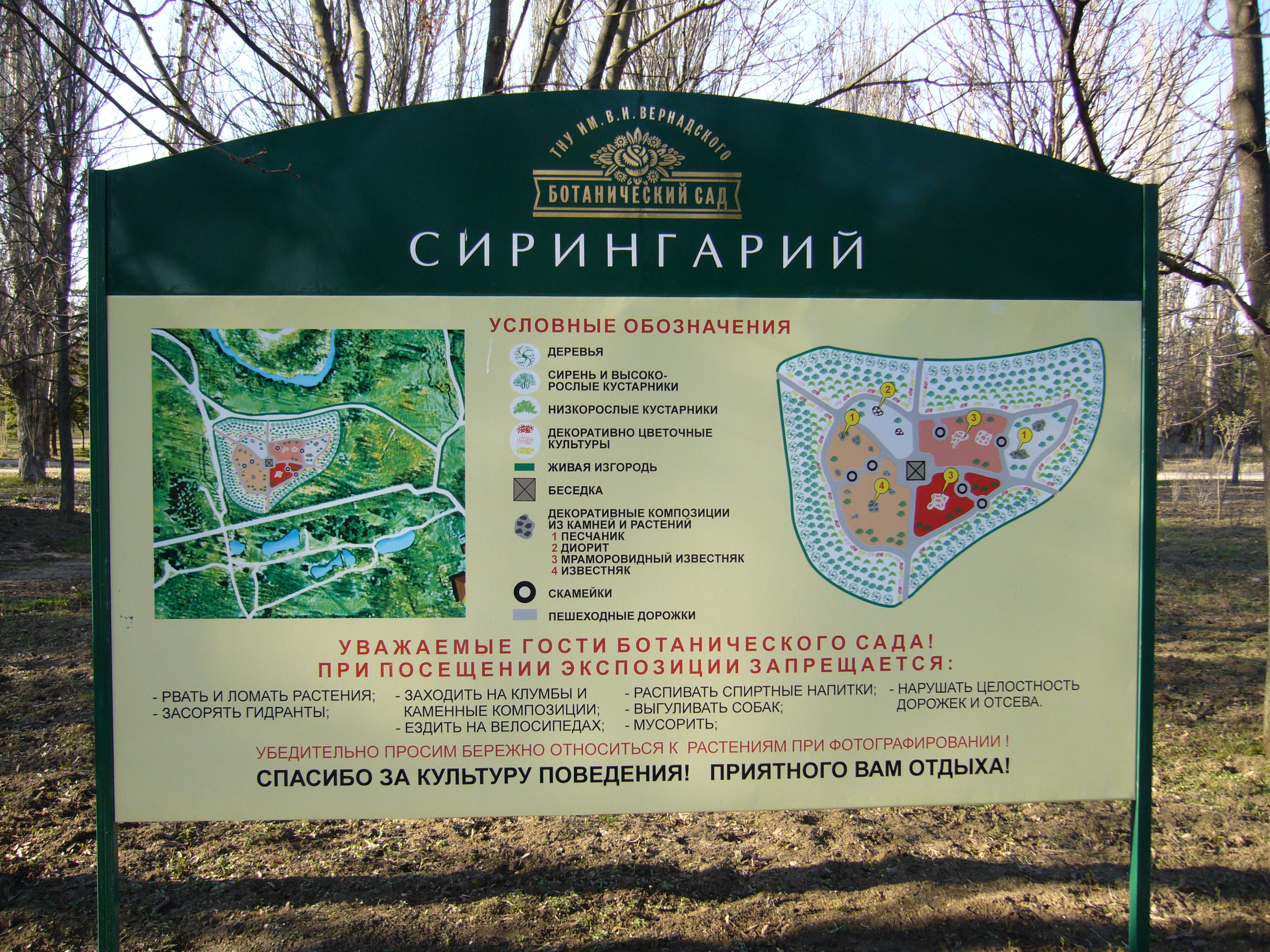
План сирингария парка
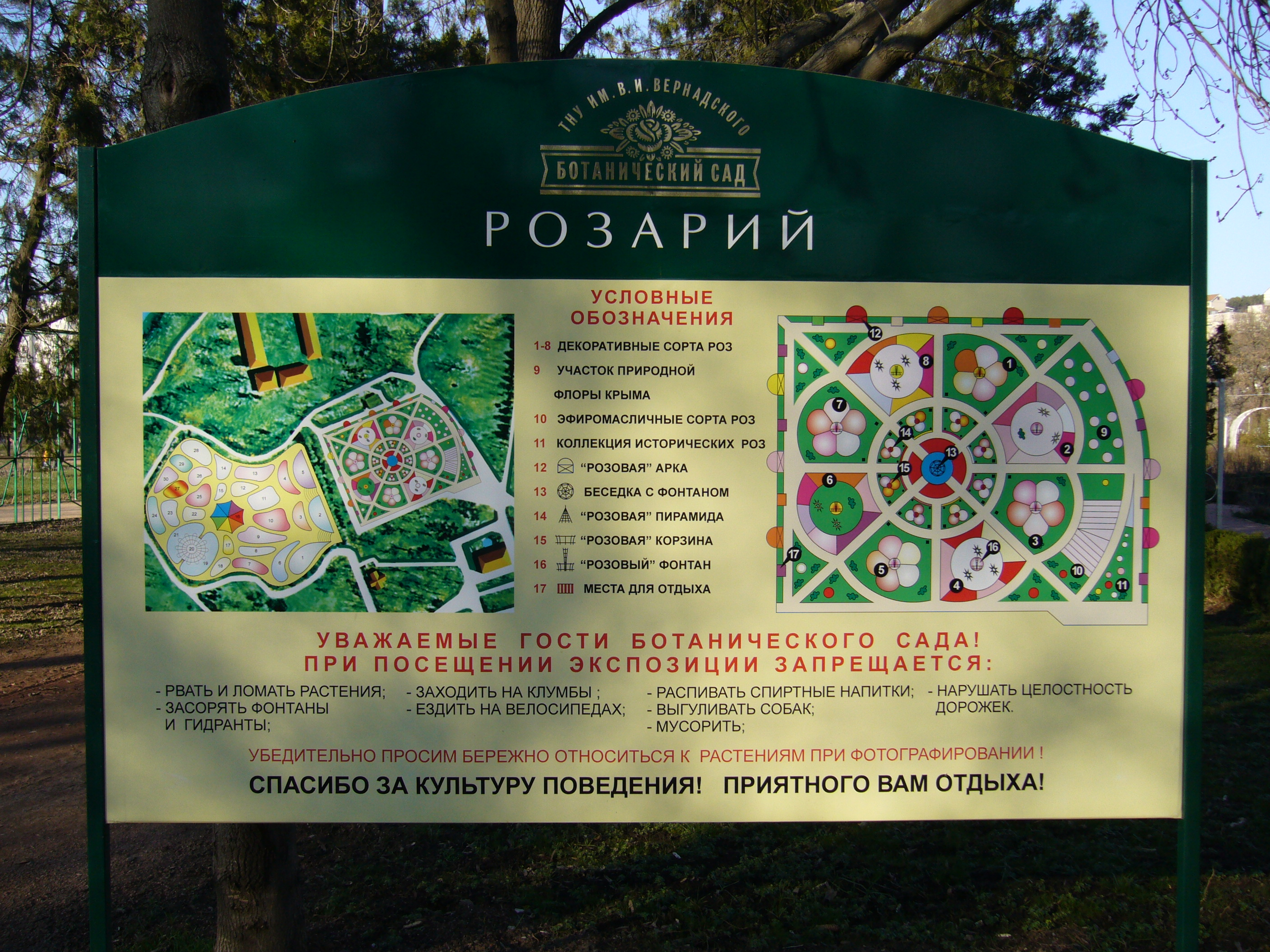
План розария парка
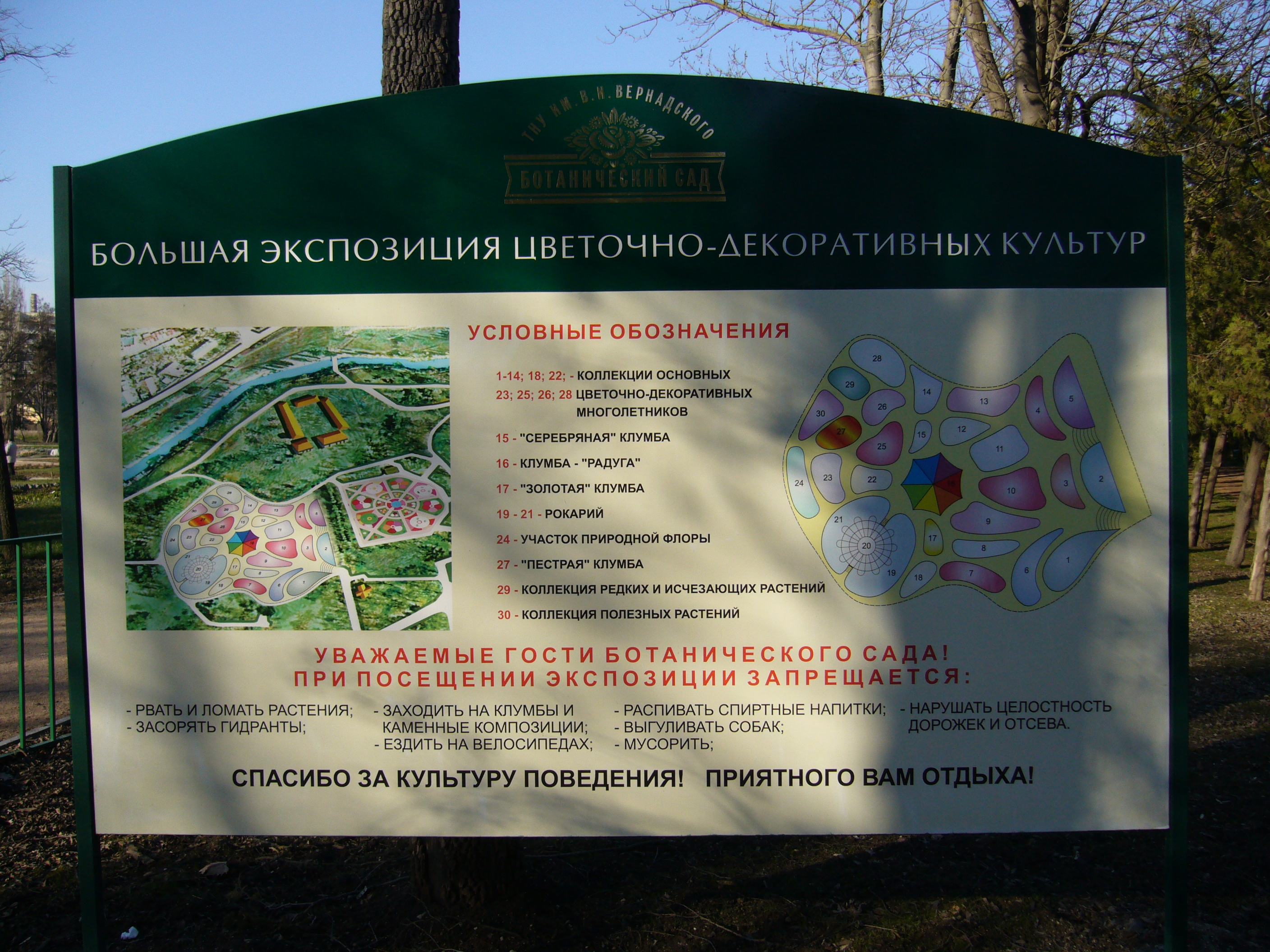
План большой экспозиции цветочно-декоративных культур парка
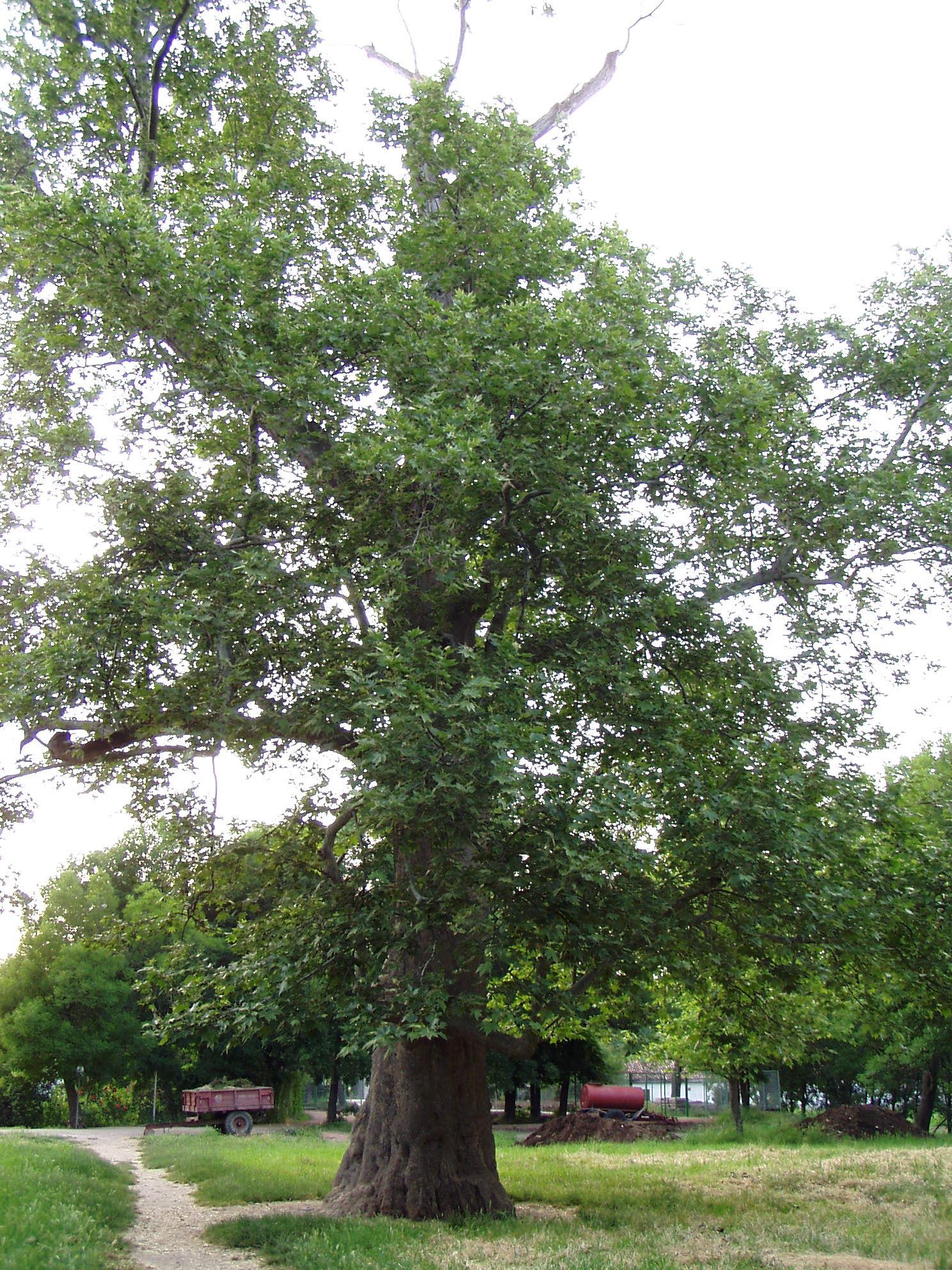
Восточный платан
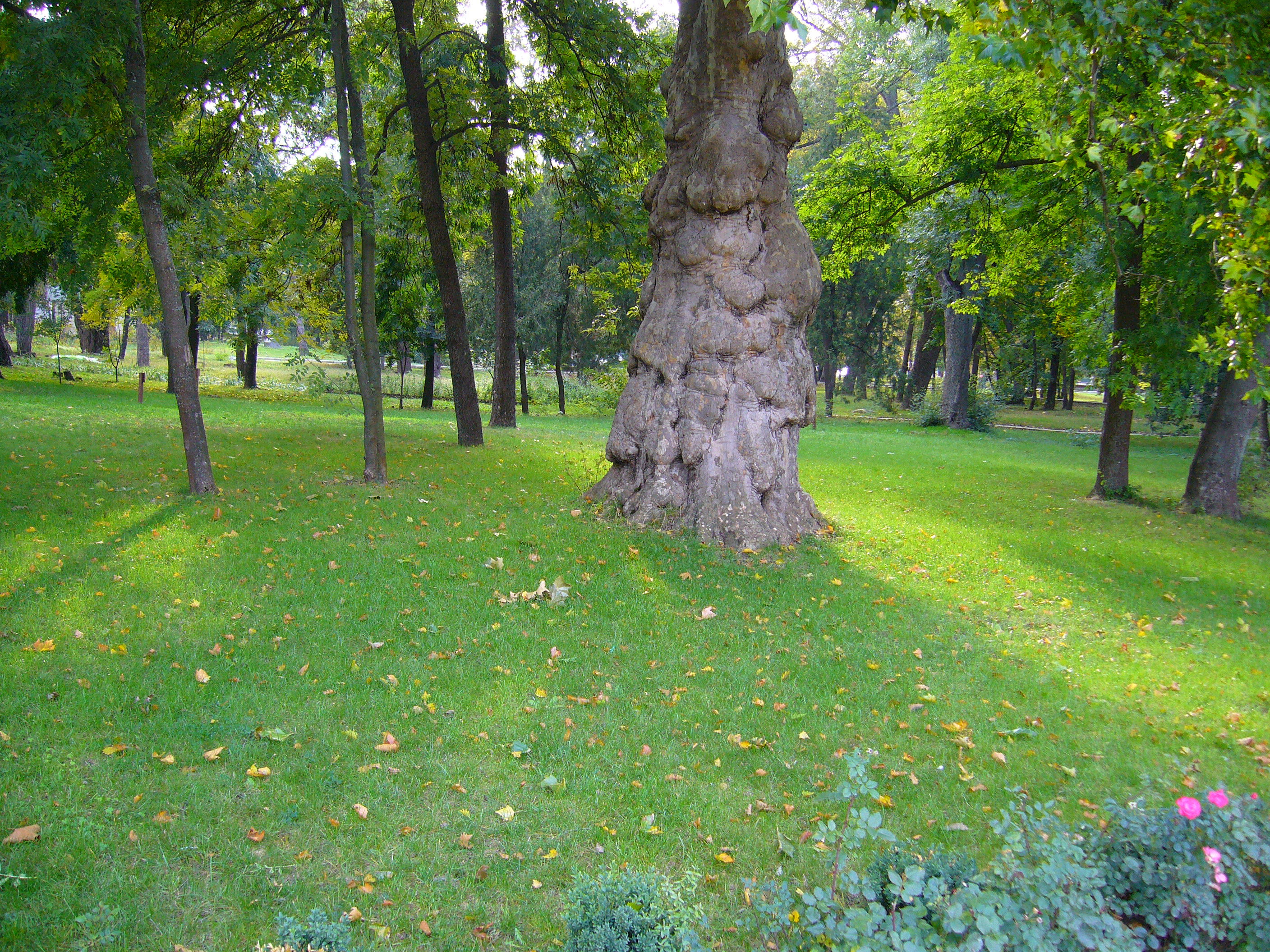
Платан восточный
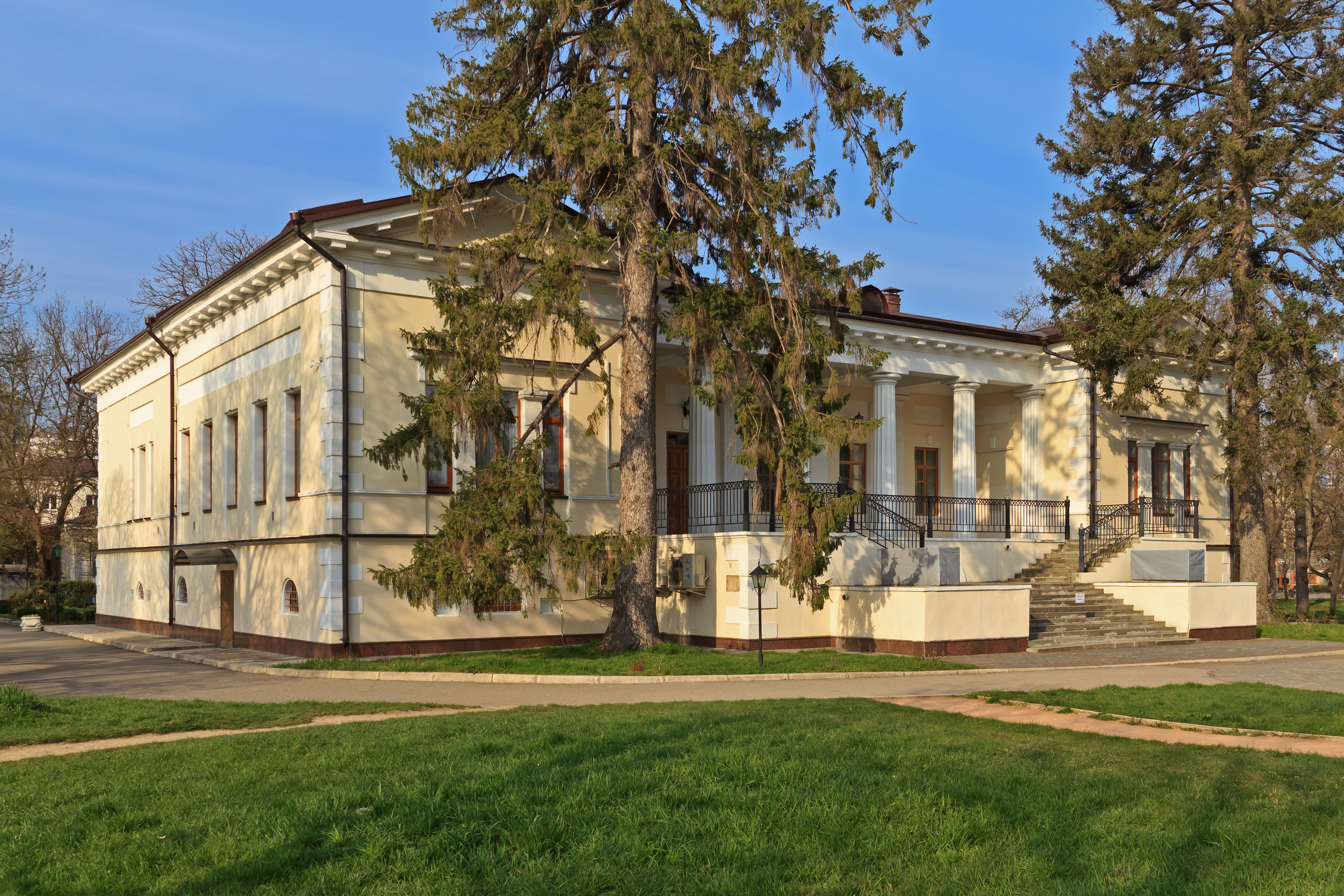
Дом Воронцова (1826, архитектор: Ф. Эльсон)
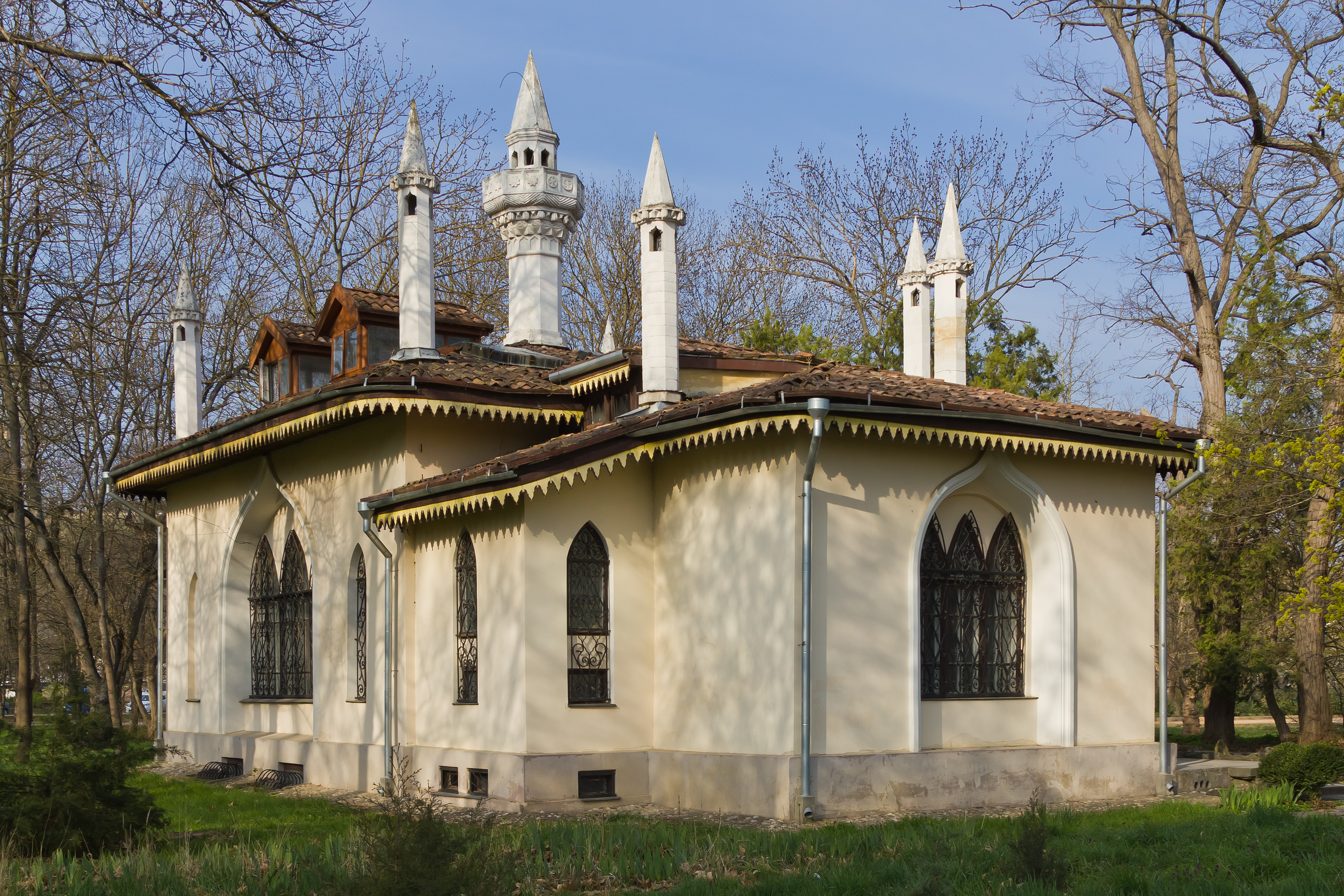
Кухонный корпус дома Воронцова (1826, архитектор: Ф. Эльсон)
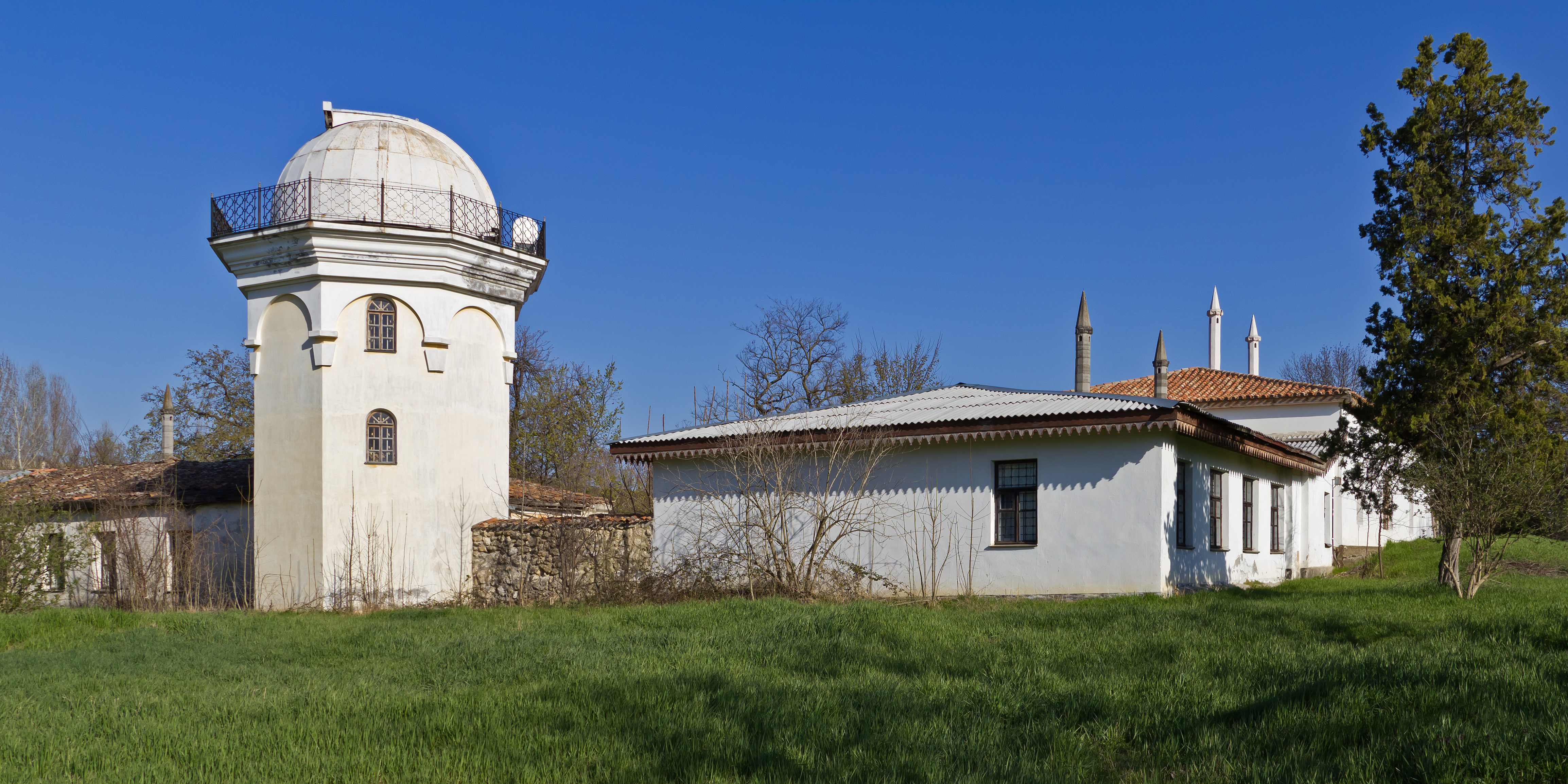
Усадьба Палласа
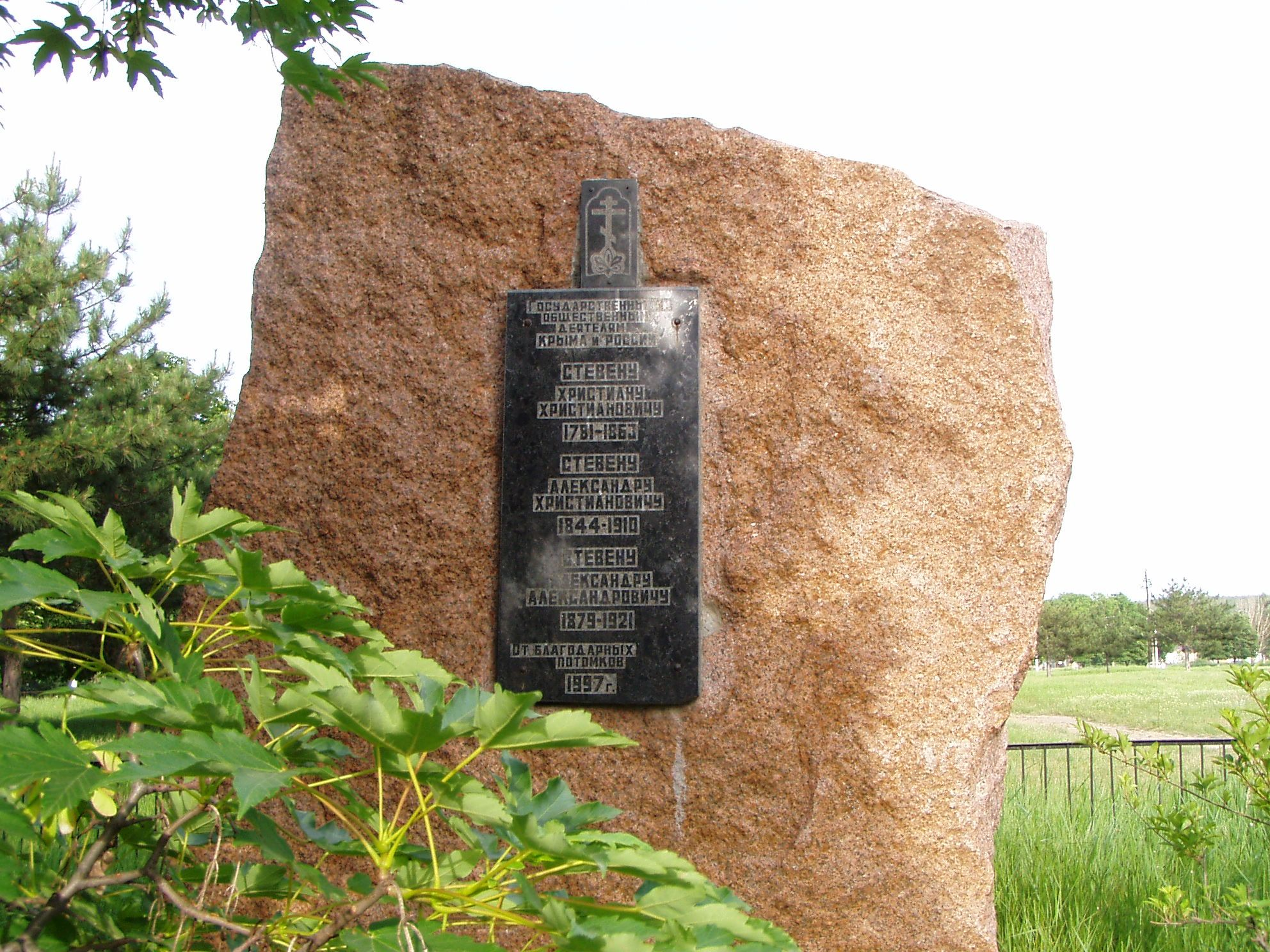
Памятник на месте дома Стевенов
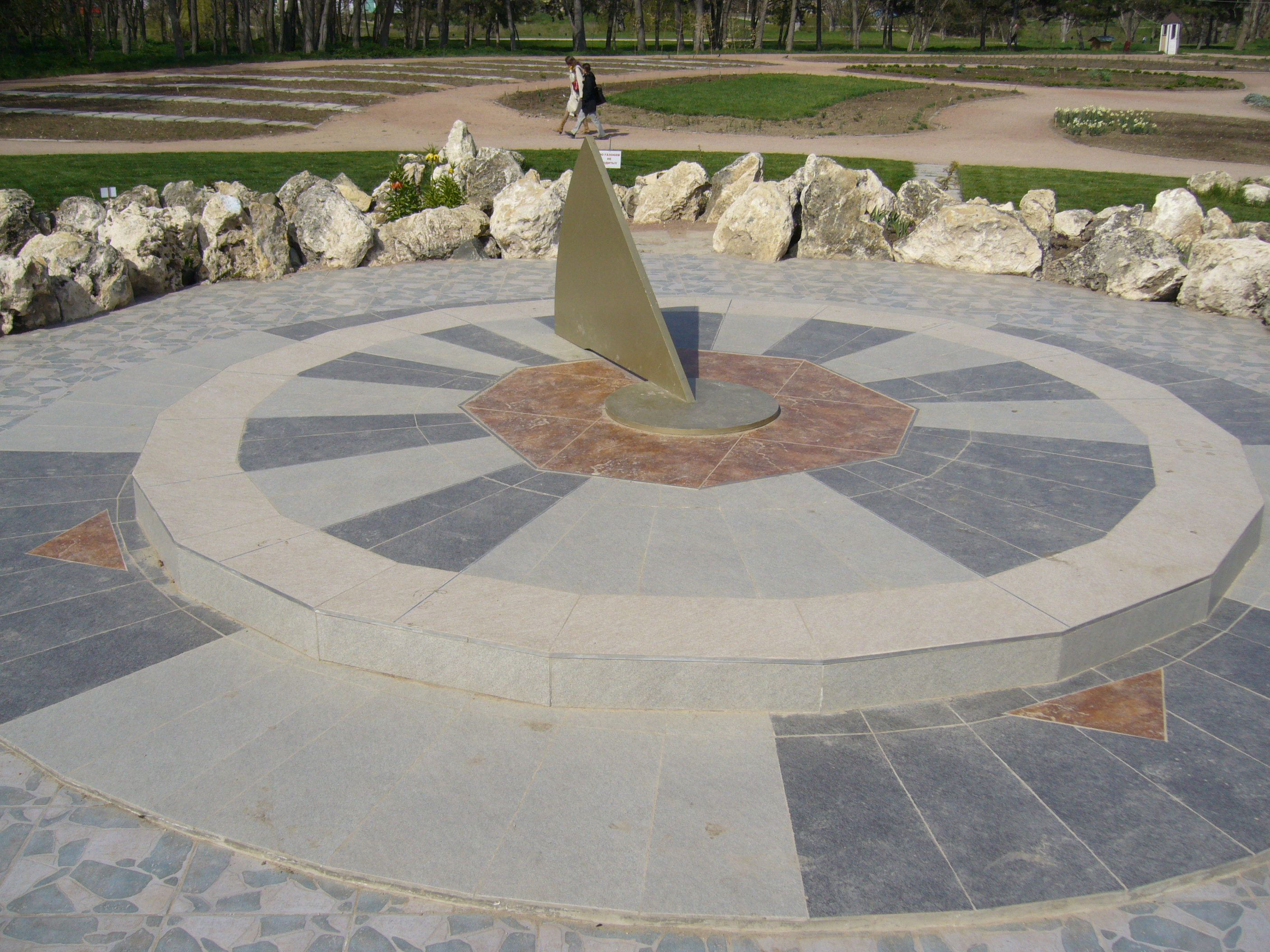
Солнечные часы в парке
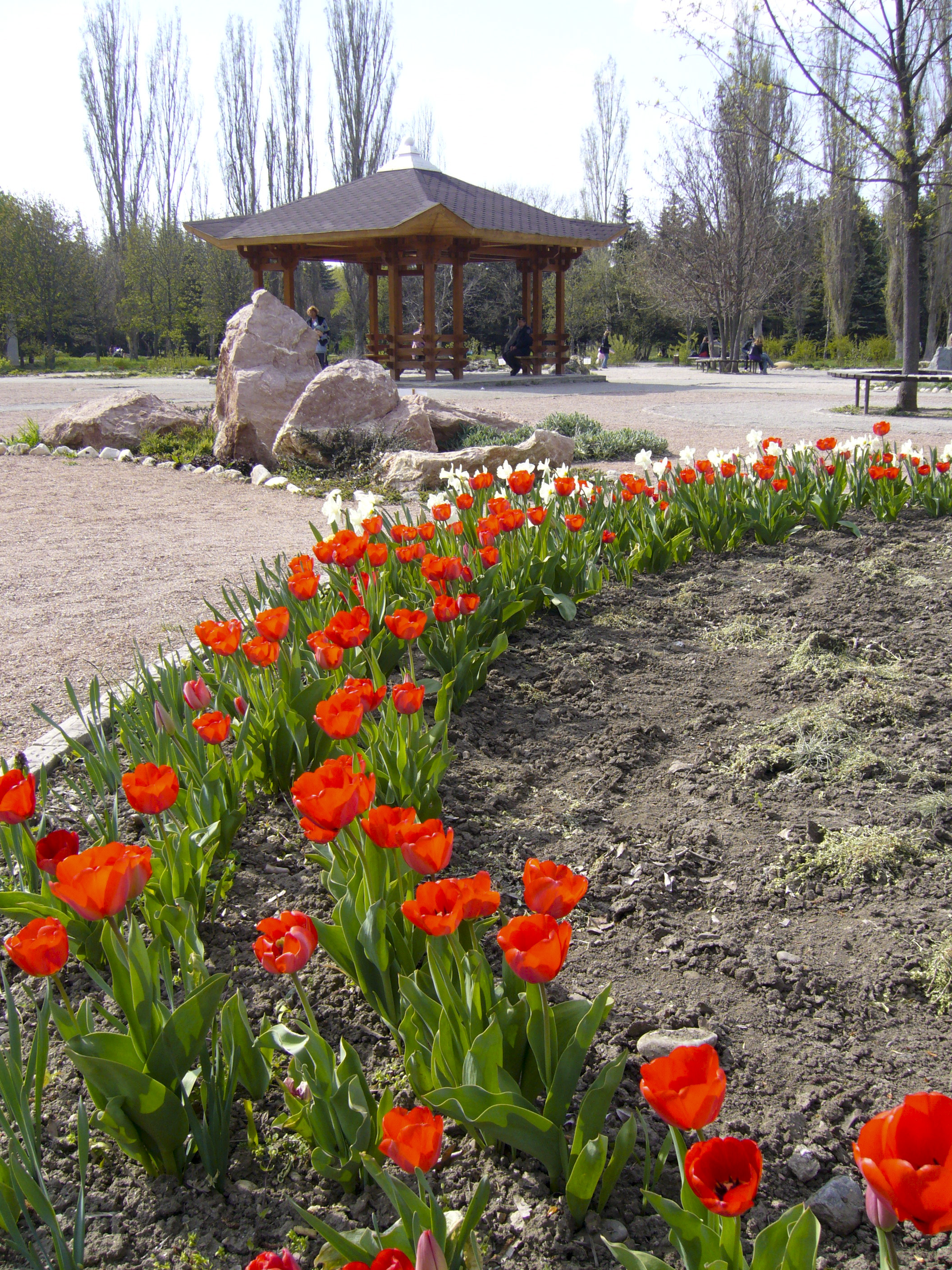
Тюльпаны и китайская беседка в сирингарии парка